# Det lysnet i skogen
Det lysnet I skogen (Nederlands: Dageraad in het bos) is een gedicht geschreven door Jørgen Moe in 1850. Het gedicht gaat over het verlangen van een stadsmens naar het bos. Het gedicht werd een aantal keren voorzien van een toonzetting. Het lied was in de jaren 1959 bekend doordat het veel werd gespeeld in het radioprogramma Ønskekonserten. 
De bekendste toonzetting van het lied is van Sigurd Islandsmoen. Islandsmoen schreef het in een aantal versies. Er is een versie voor a capella mannenkoor, een versie voor vrouwenstem en orkest, maar er is ook een instrumentale versie alleen voor strijkorkest. De toonzetting dateert van 1902, maar verscheen pas in 1912 toen hij in Leipzig studeerde. De versie van strijkorkest dateert uit 1937 (ook Leipzig). Door de jaren heen bleef het Islandsmoens bekendste compositie, al zijn andere werk lijkt vergeten op zijn Requiem na.
Er is een opname bekend uit het midden van de jaren 50 van de sopraan Aase Nordmo Løvberg met een orkest geleid door Robert Levin. Het verscheen via His Master's Voice in het 78-toerentijdperk. Later is die nog omgezet naar een EP (45 toeren).
Het lied is ook onder de Engelse titel Forest clearing en Duitse titel Es lichete im Walde bekend. Het is een aantal keren uitgegeven door Norsk Musikforlag uitgegeven, de versie voor strijkorkest door C.G. Röder in Leipzig.  